# Динилизия
Динилизия (лат. Dinilysia patagonica) — вид вымерших змей, единственный в роде Dinilysia. Жила во времена мелового периода (сантонский век) на территории современной Аргентины.
Динилизия достигала длины 2 м, тело было цилиндрическим в сечении, задние ноги не были заметны. Длина черепа составляла 8 см, он был весьма массивным, надвисочная кость выдавалась за задний край черепа.
Эта змея охотилась на более мелких животных, однако не брезговала и детёнышами динозавров или яйцами, если такие можно было достать.

## В массовой культуре
Dinilysia patagonica появляется инкогнито в документальном сериале «Прогулки с динозаврами». Именно эта змея приглядывалась к детёнышам тираннозавра и шипела на них. В съёмках фильма участвовал обыкновенный удав. 